# Медоу-Брук (тауншип, Миннесота)
Медоу-Брук (англ. Meadow Brook) — тауншип в округе Касс, Миннесота, США. На 2000 год его население составило 183 человека.

## География
По данным Бюро переписи населения США площадь тауншипа составляет 100,8 км², из которых 99,9 км² занимает суша, а 0,9 км² — вода (0,90 %).

## Демография
По данным переписи населения 2000 года здесь находились 183 человека, 80 домохозяйств и 51 семья.  Плотность населения —  1,8 чел./км².  На территории тауншипа расположено 230 построек со средней плотностью 2,3 построек на один квадратный километр. Расовый состав населения: 96,72 % белых, 1,64 % коренных американцев, 0,55 % азиатов и 1,09 % приходится на две или более других рас.
Из 80 домохозяйств в 17,5 % воспитывались дети до 18 лет, в 52,5 % проживали супружеские пары, в 3,8 % проживали незамужние женщины и в 36,3 % домохозяйств проживали несемейные люди. 27,5 % домохозяйств состояли из одного человека, при том 8,8 % из — одиноких пожилых людей старше 65 лет. Средний размер домохозяйства — 2,29, а семьи — 2,73 человека.
20,8 % населения — младше 18 лет, 6,6 % — в возрасте от 18 до 24 лет, 23,5 % — от 25 до 44, 34,4 % — от 45 до 64, и 14,8 % — старше 65 лет. Средний возраст — 45 лет. На каждые 100 женщин приходилось 117,9 мужчин.  На каждые 100 женщин старше 18 приходилось 119,7 мужчин.
Средний годовой доход домохозяйства составлял 35 278 долларов, а средний годовой доход семьи —  36 944 доллара. Средний доход мужчин —  37 750  долларов, в то время как у женщин — 15 625. Доход на душу населения составил 14 869 долларов. За чертой бедности находились 19,0 % семей и 22,2 % всего населения тауншипа, из которых 41,3 % младше 18 и 7,4 % старше 65 лет.